# Delma molleri
Espèce
Delma molleri est une espèce de geckos de la famille des Pygopodidae.

## Répartition
Cette espèce est endémique d'Australie-Méridionale en Australie.

## Publication originale
- Lütken, 1864 "1863" : Nogle ny Krybyr og Padder. Videnskabelige Meddelelser fra Dansk Naturhistorisk Forening i Kjøbenhavn, sér. 2, vol. 4, p. 292-311 (texte intégral).